# Tomas Švedkauskas
Tomas Švedkauskas (Marijampole, 22 juni 1994) is een professionele voetballer uit Litouwen.

## Clubcarrière
Švedkauskas maakte in 2012 de overstap van Sūduva Marijampolė naar AS Roma. Hij maakte echter nooit zijn officiële debuut in de hoofdmacht van de club. Roma leende hem tussen 2013 en 2017 uit aan Paganese, Pescara, SC Olhanense, Ascoli, Lupa Roma en FC Catanzaro. In 2017 vertrok hij definitief bij de Romeinse club. Na een korte passage bij de Roemeense tweedeklasser UT Arad kwam hij in februari 2018 terecht bij de Litouwse eersteklasser FK Riteriai.
In juli 2019 stapte hij over naar de Belgische tweedeklasser Lommel SK. Daar werd hij de vervanger van Gaëtan Coucke, die na zijn uitleenbeurt terugkeerde naar KRC Genk. In zijn eerste seizoen voor Lommel miste Švedkauskas ook geen enkele wedstrijd. Ook in het seizoen 2020/21 was hij aanvankelijk de onbetwistbare nummer één in doel, maar na een coronabesmetting slaagde hij er niet meer in om zijn vervanger Daniel Grimshaw uit doel te spelen. Op het einde van het seizoen werd de tweejarige optie in zijn contract niet gelicht, waardoor Švedkauskas transfervrij op zoek mocht naar een nieuwe club.

## Clubstatistieken
| Seizoen         | Club            | Land              | Competitie               | Competitie | Competitie | Beker | Beker | Supercup | Supercup | Europees | Europees | Totaal | Totaal |
| Seizoen         | Club            | Land              | Competitie               | Wed.       | Dlp.       | Wed.  | Dlp.  | Wed.     | Dlp.     | Wed.     | Dlp.     | Wed.   | Dlp.   |
| --------------- | --------------- | ----------------- | ------------------------ | ---------- | ---------- | ----- | ----- | -------- | -------- | -------- | -------- | ------ | ------ |
| 2012/13         | AS Roma         | Vlag van Italië   | Serie A                  | 0          | 0          | 0     | 0     | —        | —        | —        | —        | 0      | 0      |
| 2013/14         | → Paganese      | Vlag van Italië   | Lega Pro Prima Divisione | 9          | 0          | 1     | 0     | —        | —        | —        | —        | 10     | 0      |
| 2013/14         | → Pescara       | Vlag van Italië   | Serie B                  | 1          | 0          | 0     | 0     | —        | —        | —        | —        | 1      | 0      |
| 2014/15         | → SC Olhanense  | Vlag van Portugal | Segunda Liga             | 13         | 0          | 1     | 0     | —        | —        | —        | —        | 14     | 0      |
| 2015/16         | → Ascoli        | Vlag van Italië   | Serie B                  | 9          | 0          | 0     | 0     | —        | —        | —        | —        | 9      | 0      |
| 2016/17         | → ASD Lupa Roma | Vlag van Italië   | Lega Pro A               | 16         | 0          | 1     | 0     | —        | —        | —        | —        | 17     | 0      |
| 2016/17         | → FC Catanzaro  | Vlag van Italië   | Lega Pro C               | 1          | 0          | 0     | 0     | —        | —        | —        | —        | 1      | 0      |
| 2017/18         | UT Arad         | Vlag van Roemenië | Liga 2                   | 4          | 0          | 0     | 0     | —        | —        | —        | —        | 4      | 0      |
| 2018            | FK Riteriai     | Vlag van Litouwen | A lyga                   | 23         | 0          | 0     | 0     | —        | —        | 6        | 0        | 29     | 0      |
| 2019            | FK Riteriai     | Vlag van Litouwen | A lyga                   | 15         | 0          | 0     | 0     | —        | —        | 2        | 0        | 17     | 0      |
| 2019/20         | Lommel SK       | Vlag van België   | Eerste klasse B          | 28         | 0          | 2     | 0     | —        | —        | —        | —        | 30     | 0      |
| 2020/21         | Lommel SK       | Vlag van België   | Eerste klasse B          | 17         | 0          | 1     | 0     | —        | —        | —        | —        | 18     | 0      |
| Carrière totaal | Carrière totaal | Carrière totaal   | Carrière totaal          | 136        | 0          | 6     | 0     | 0        | 0        | 8        | 0        | 150    | 0      |

Bijgewerkt op 28 juni 2021.

## Interlandcarrière
Švedkauskas heeft vijf optredens gemaakt voor het nationale onder 21-team van Litouwen. Hij maakte op 8 juni 2018 zijn debuut voor de nationale ploeg van Litouwen in een vriendschappelijke wedstrijd tegen Iran (1-0-verlies). Švedkauskas speelde de hele wedstrijd. Pas ruim twee jaar later volgde zijn tweede interland.